# 네스팟
네스팟은 KT의 무선 초고속인터넷 서비스로 2002년 2월 최초 서비스가 시작되었다.

## 참고 자료
- “KT 등 초고속 무선랜 내달 상용화”, 매일경제신문, 2002년 1월 14일.